# Thinking Machines Lab
Thinking Machines Lab Inc. es una empresa estadounidense de inteligencia artificial (IA) liderada por Mira Murati, exdirectora de tecnología de OpenAI. La empresa se fundó en febrero de 2025 y, en el mes de julio, ya había cerrado una ronda de financiación inicial de gran envergadura liderada por Andreessen Horowitz, recaudando 2.000 millones de dólares con una valoración total de 12.000 millones de dólares de inversores como Nvidia, AMD, Cisco y Jane Street. La empresa tiene su sede en San Francisco y está estructurada como una corporación de beneficio público .

## Historia
En su lanzamiento en febrero de 2025, se informó que Thinking Machines Lab había contratado a unos 30 investigadores e ingenieros que trabajaban previamente en compañías como OpenAI, Meta AI y Mistral AI. Entre los miembros fundadores están el cofundador de OpenAI, John Schulman, quien se unió después de un breve período en el competidor del laboratorio, Anthropic. Otros ex empleados de OpenAI contratados son Jonathan Lachman y Barret Zoph. Entre los asesores de Thinking Machines Lab están Bob McGrew, anterior director de investigación de OpenAI, y Alec Radford, quien fue investigador principal de OpenAI.

## Estructura empresarial
Thinking Machines Lab otorga a Mira Murati un voto decisivo en los asuntos de la junta directiva, dándole la capacidad mayoritaria para tomar decisiones. Además, los accionistas fundadores tienen un voto con una ponderación 100 veces mayor que el de los accionistas regulares.
En julio de 2025, se informó que la sociedad de capital de riesgo Andreessen Horowitz lideró la ronda de financiación inicial de la empresa, recaudando "unos 2.000 millones de dólares con una valoración de 12.000 millones de dólares". El gobierno de Albania (país de origen de Murati) también participó en esta financiación, con una inversión de 10 millones de dólares que requirió una modificación del presupuesto nacional para 2025.